# Стинка (гора)
Стинка (1093 та 1019 м над рівнем моря) — гора в Буковських Врхах на словацько-українському державному кордоні. Вона розташована в скелястому хребті того ж назви між долиною струмка Збойський на заході і в долині річки Уж на сході. Через вершину гори проходить кордон між словацьким НП Полонини та українським НП Ужанський. На словацькому боці розташований НЗ Стинка, на українському НЗ Стинка. Нижче вершини — кратер і торфове болото Чорне молоко.

## Доступ
Зі словацького боку:
- уздовж лісової дороги без мітки від села Збой

З українського боку:
- по червоному  маркуванню з села Стужиця
- по червоному  маркуванню з села Домашин
- по блакитному  маркуванню з села Кострина
- по жовтому  маркуванню з села Княгиня

## Заповідна територія
Стінська — національний природний заповідник у Полонинському краї. Він розташований на кадастровій території села Збой в окрузі Сніна в Пряшівському краї. Ця територія була оголошена або змінена в 1986 році на площі 90,7800 га. Охоронна зона не встановлена.

### Пов'язані статті
- Список вершин Буковських Врхів

### Зовнішні посилання
- Національний природний заповідник «Стінська», Державний перелік особливо охоронюваних частин природи Словацької Республіки
- Заповідні території, Державна охорона природи Словацької Республіки